# Amme

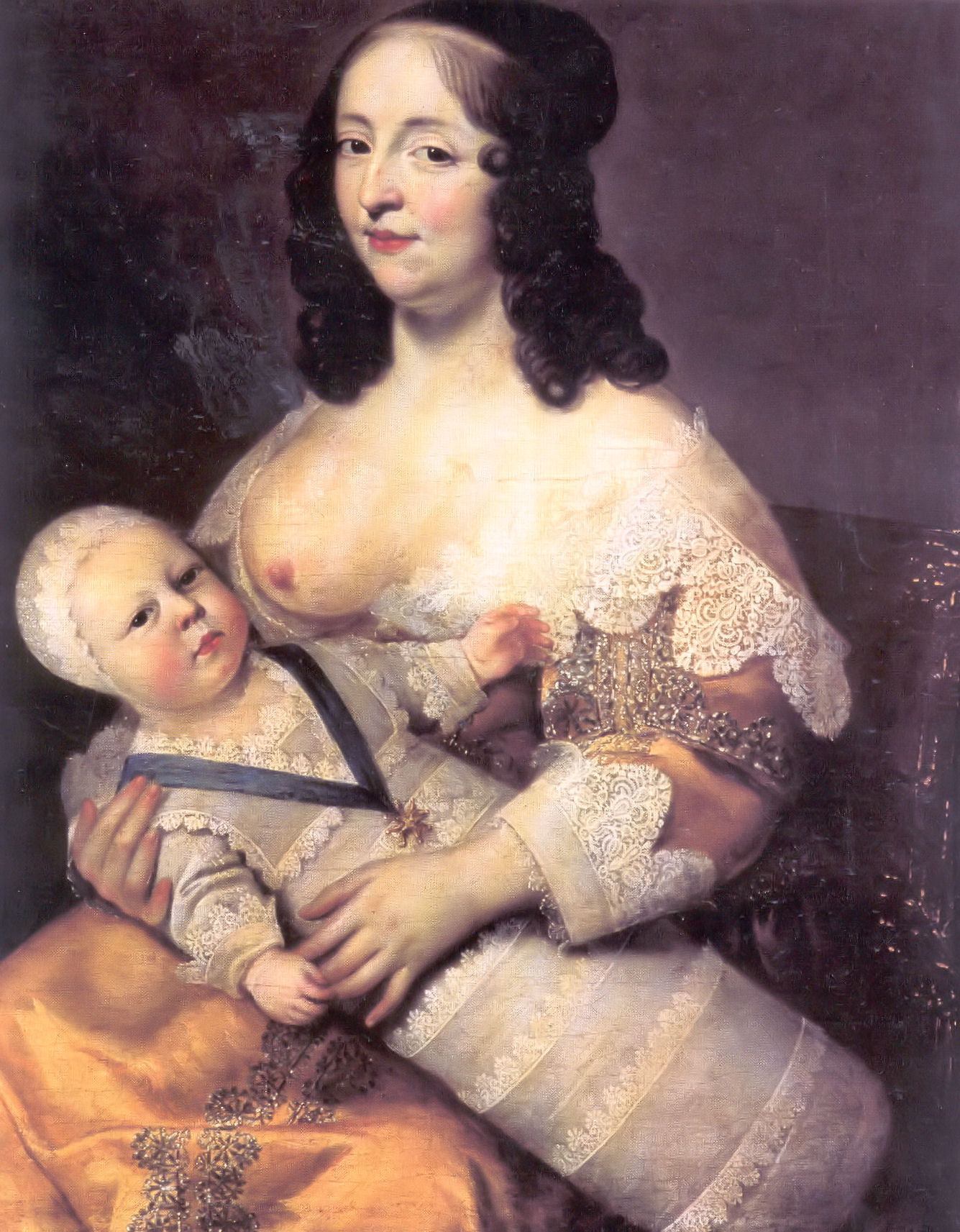
Louis XIV et la Dame Longuet de La Giraudière – der spätere König Ludwig XIV. mit seiner Amme (Gemälde von Charles Beaubrun, um 1640)

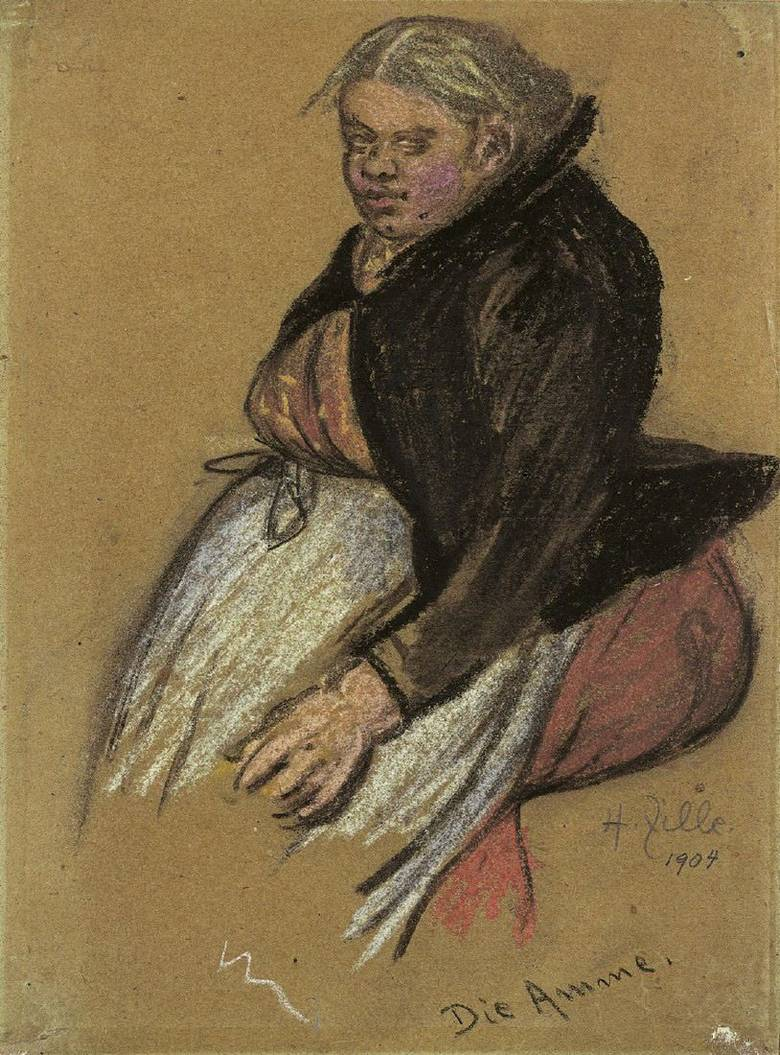
Die Amme (Kreidezeichnung von Heinrich Zille, 1904)

Amme bezeichnet eine Frau, die nach einer eigenen Schwangerschaft durch den Milcheinschuss oder durch induzierte Laktation (Relaktation) in ihre Brüste stillfähig ist und ein fremdes Kind stillt, entweder zusätzlich zum Stillen des eigenen Kindes oder aufgrund der fortdauernden Milcherzeugung nach dem Abstillen des eigenen Kindes (oder gar seinem Verlust).
Im ursprünglichen Sinn des Wortes ist jede stillende Frau eine Amme, sodass die Bezeichnung Amme für Frauen, die ein fremdes Kind gegen Entlohnung an die Brust legen, eigentlich eine spezielle Bedeutung des Wortes ist. Das Stillen an sich heißt im Dänischen und Norwegischen amme, im Schwedischen amma oder amning.
Der von einer (Lohn-)Amme gestillte Säugling wurde früher Amming genannt; dieses Wort ist heute außer Gebrauch gekommen. Die leiblichen Kinder der (Lohn-)Amme wurden zu „Milchgeschwistern“ des Ammings (vergleiche Muttermilch). Das Verb „ammen“ kann mit Kind pflegen oder allgemein pflegen übersetzt werden. Die Bezeichnung „Hebamme“ (Geburtshelferin) stammt allerdings nicht von Amme ab.

## Geschichte
Das Stillen der eigenen Kinder durch Lohnammen ist bereits im Altertum belegt. Aus dem alten Orient ist die Verehrung Hethitisch-hurritischer Ammen-, Geburtshelfer- und Hebammen-Göttinnen bekannt.
Das babylonische Gesetzbuch Hammurapis (ca. 1780 v. Chr.) enthielt einen eigenen Paragraphen für Ammen, im Alten Ägypten hatten sie oftmals eine hohe Stellung in den Familien und am Hof, das Alte Testament berichtet über den Tod Deboras, der Amme der Rebekka, als einer wichtigen Persönlichkeit. In der römischen Mythologie war die Amme der als Säuglinge ausgesetzten späteren Gründer Roms, Romulus und Remus, eine Wölfin. In römischer Zeit wurde eine Amme als Nutrix bezeichnet.
Auch der persische Arzt Avicenna beschäftigte sich in seinem „Kanon der Medizin“ mit der Tätigkeit der Ammen.
Die britische Historikerin Antonia Fraser nennt in ihrem Werk über die sechs Frauen Heinrichs VIII. die (fälschliche) Annahme, dass stillende Frauen nicht schwanger werden können, als Grund für den Einsatz von Ammen. Frauen der Oberschicht sollten jedoch so viele Kinder, wie es irgendwie möglich war, bekommen, um die Nachfolge zu sichern, weshalb sie ihre Kinder nicht selbst stillen durften.

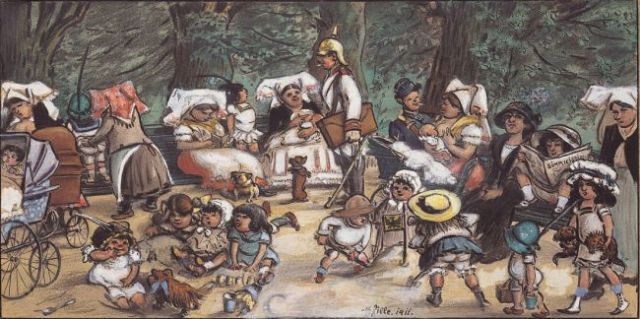
Spreewald-Ammen (Zeichnung von Heinrich Zille, 1911)

Doch noch um 1880 waren im Stadtbild Berlins die mit ihren Pfleglingen ausgehenden Ammen aus der Niederlausitz in ihrer sorbischen Tracht auffällig (Volksmund: Wennste 'ne Spreewaldamme hast, | die Dich jenährt als Rangen, | dann kannste, wennste Zwanzig bist, | von ihr det nich valangen.). Auch in Wien sind die Ammen aus Böhmen und Mähren neben den Köchinnen, die in der zweiten Hälfte des 19. Jahrhunderts kamen, in den Bürgerhäusern legendär geworden. Das Stillen durch Lohnammen ging in Europa etwa ab den 1920er/1930er Jahren stark zurück, als brauchbare Ersatzmilch verfügbar wurde. In Berlin wurde das auch dadurch sichtbar, dass die auffällig gekleideten Spreewälderinnen und Iglauerinnen fast völlig aus dem Straßenbild verschwanden.
In Bern wurden die letzten beruflichen Ammen in den 1950er Jahren in den Ruhestand geschickt.

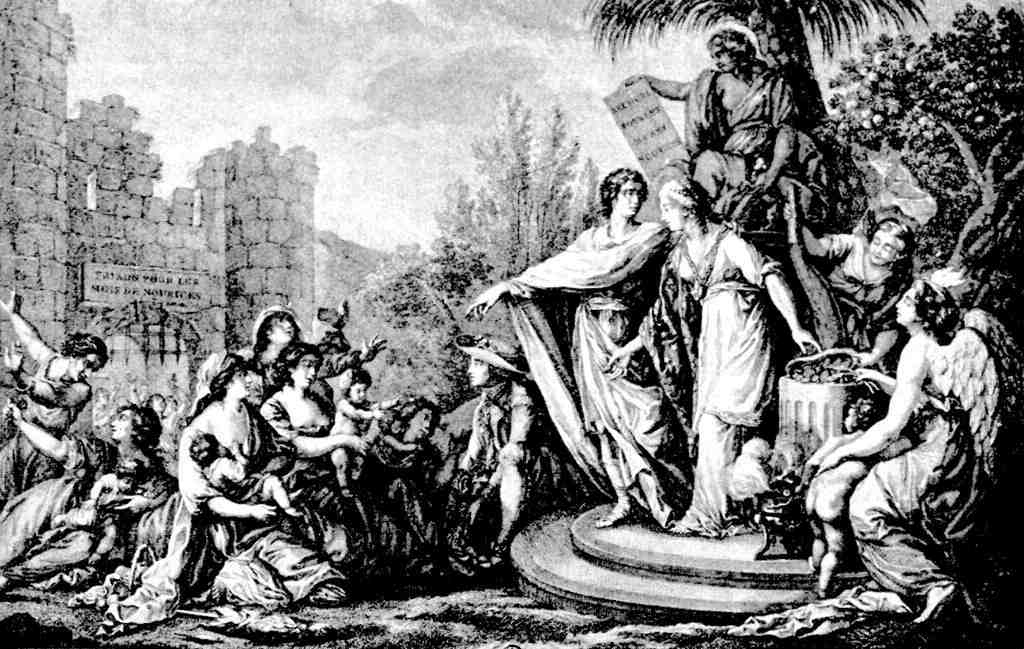
Mütter, seid selbst
die Ammen eurer Kinder! (propagandistischer Kupferstich, Frankreich 1784)

Als Lohnammen verdingten sich sowohl ledige als auch verheiratete Frauen. Eine Anstellung als Amme war für eine alleinstehende Mutter in manchen Fällen der einzige Ausweg aus einer sozialen Misere und konnte oftmals einen sozialen Aufstieg in bessere Verhältnisse bedeuten. Die Amme hatte in der Regel im Hausgesinde eine hohe Stellung und wurde gut ernährt. Da geglaubt wurde, dass schlechte Stimmungen über die Milch auf das Kind übergehen würden, erfuhr die Amme oft eine bevorzugte Behandlung.
In der städtischen Gesellschaft wurde es mancherorts üblich, Säuglinge an Bäuerinnen zu übergeben, die diese als nebenberufliche Ammen aufnahmen, ohne dass regelmäßige Besuche stattfanden. Speziell in Frankreich wurden im 18. Jahrhundert Kampagnen durchgeführt, um diese Entwicklung und die damit verbundenen Folgen einzudämmen.

## Kritik
Das Einstellen fremder Ammen ist schon früh kritisiert worden. Die Gesundheit der zu dingenden Amme konnte nicht sicher festgestellt werden und es wurde angenommen, dass manche Krankheiten über die Milch auf das Kind übergehen könnten. Ab dem 19. Jahrhundert wurden in verschiedenen Ländern ärztliche Kontrollen vor der Ammenvermittlung nach dem damaligen Stand der Wissenschaft vorgeschrieben.

## Soziologie
Soziologisch ist bedeutsam, dass sich – besonders in der europäischen Ober- und gehobenen Bürgerschicht bis an die Schwelle des 20. Jahrhunderts – Mütter früh von ihren Kleinstkindern distanzierten und Ammen übergaben, die zum festen Bestandteil des Hausgesindes wurden. Daraus ergab sich für die heranwachsenden Kinder oft eine respektbetonte soziale Distanz zur leiblichen Mutter, hingegen zur vertrauten Amme eine intime soziale Nähe, die als häufiges Motiv in der Dichtung aufgegriffen wurde.

## Schutzpatron
Die heiligen Zwillingsbrüder Kosmas und Damian sind als Heilkundige unter anderem auch Schutzpatrone der Ammen.